# Großschweidnitzer Wasser
Das Großschweidnitzer Wasser ist der linke Quellbach des Löbauer Wassers in Sachsen.
Das Gewässer entsteht in Neuschönberg aus einer Vielzahl kleinerer Bäche, die aus den Quellgebieten am Seidelberg, Hutberg und Fichtelberg zufließen und sich in 355 m ü. M. vereinigen. Am Lauf des Gewässers nach Nordosten erstreckt sich das Dorf Dürrhennersdorf, wo linksseitig das von Schönbach kommende Schönbacher Wasser zufließt.
Zwischen Dürrhennersdorf und Großschweidnitz fließt der Bach durch ein enges Tal, den Höllengrund. Es ist ein typisches Beispiel für eine Oberlausitzer Skala. In 266 Meter ü. M. mündet gleichfalls von links kommend, am Rittergut Großschweidnitz die Litte ein. Am Unterlauf des Baches liegt Kleinschweidnitz. Nach acht Kilometern vereinigt sich der Bach an der Zimmermühle im Löbauer Ortsteil Ebersdorf im Liebesdörfel mit dem Cunnersdorfer Wasser zum Löbauer Wasser.
Das Großschweidnitzer Wasser wird als der wasserreichere Quellbach gelegentlich dem Löbauer Wasser zugerechnet.
Der ursprünglich fischreiche Bach wurde seit der Mitte des 19. Jahrhunderts ab Großschweidnitz durch dort errichtete Textilbetriebe stark verschmutzt, so dass der Fischbestand zugrunde ging. Seine Wasserkraft wurde früher in Großschweidnitz zum Antrieb mehrerer Mühlen und Steinschneidereien genutzt. Heute hat das Gewässer wieder die Güteklasse II erreicht. Es ist, besonders im unteren Fließabschnitt als gesetzlich geschütztes Biotop klassifiziert und zeichnet sich durch seine naturbelassenen Uferzonen aus.

## Galerie

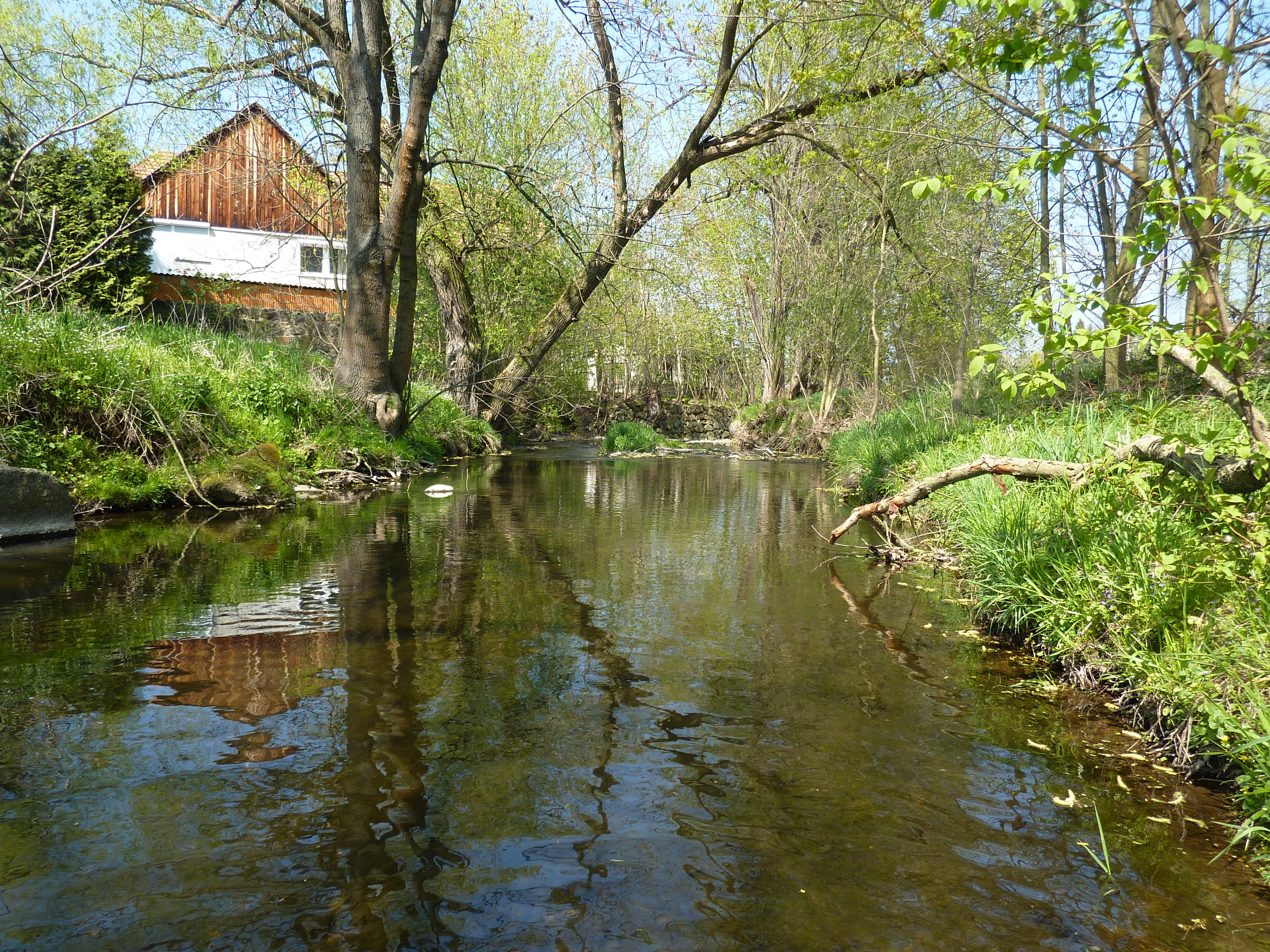
Das Wasser bei der ehemaligen Jüttler-Mühle / Seeliger-Mühle
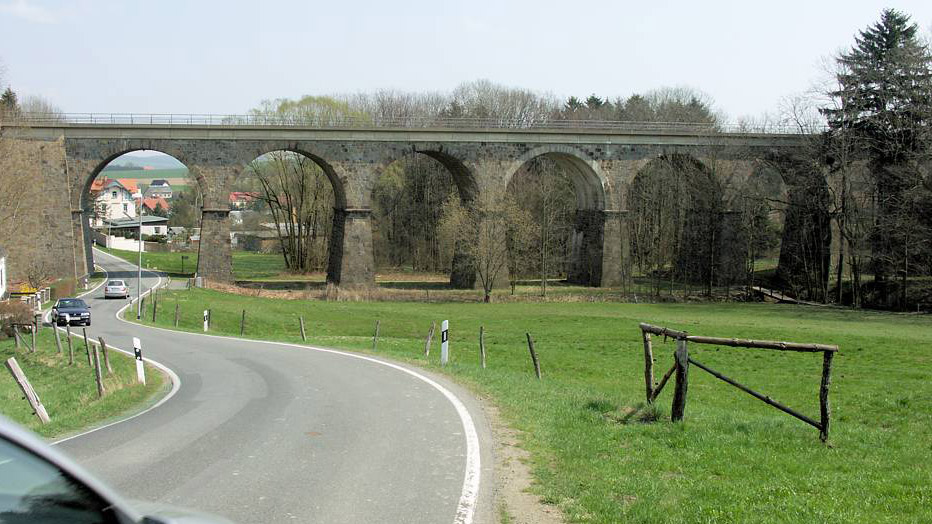
Viadukt Höllengrund von 1847 über das Wasser
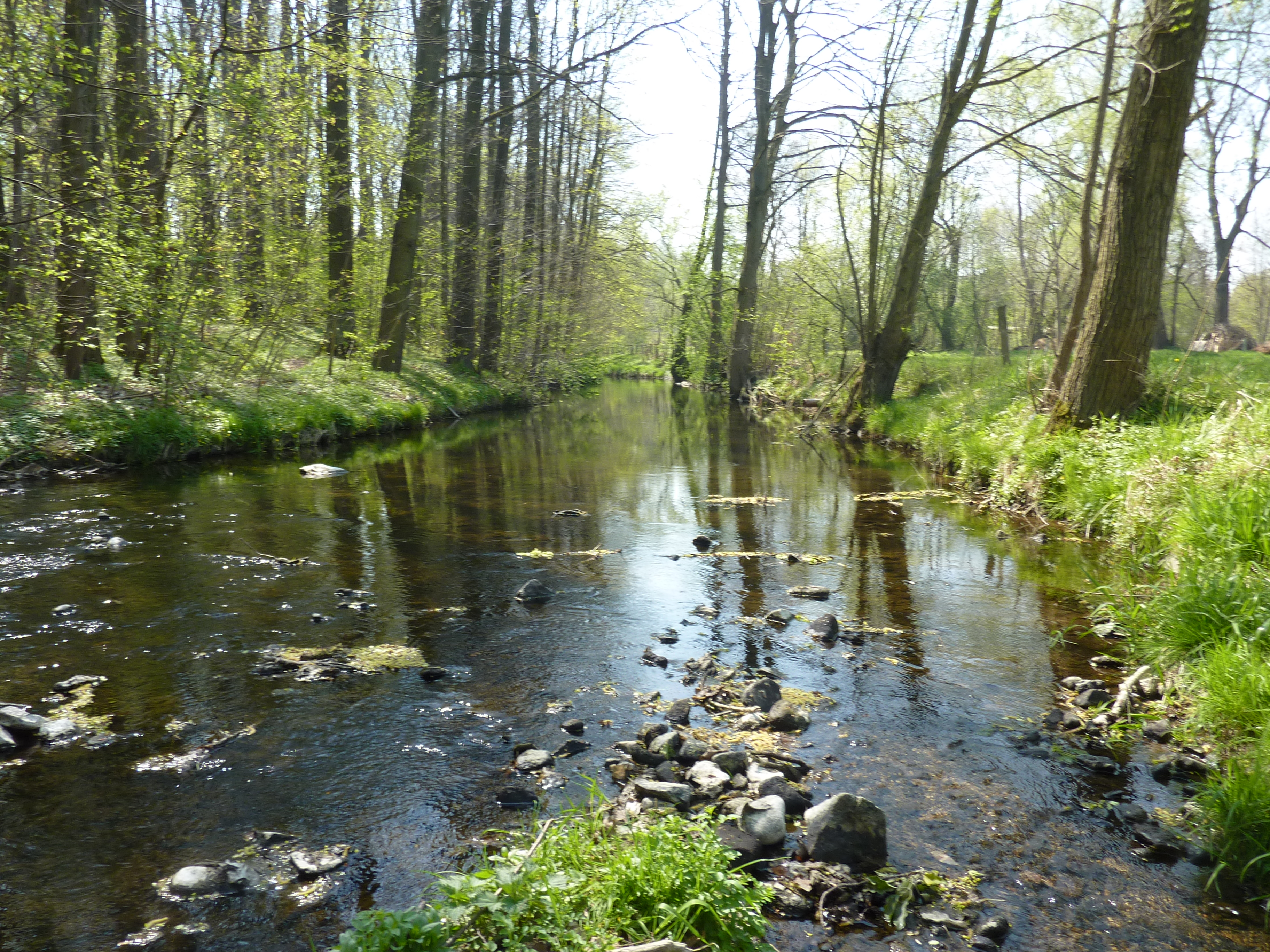
Das Gewässer ist im unteren Fließabschnitt mit seinen Uferzonen als gesetzlich geschütztes Biotop klassifiziert
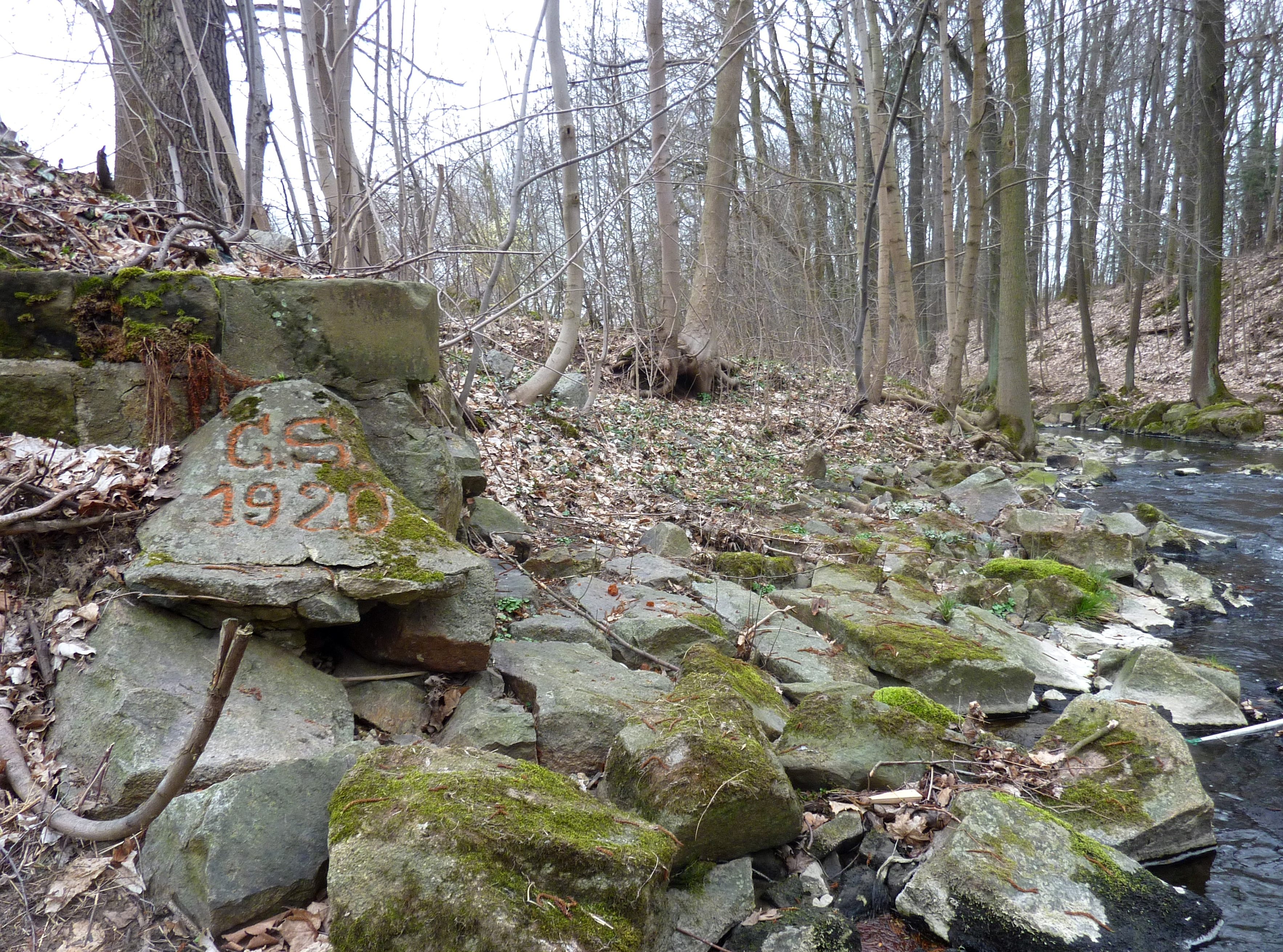
Standort eines ehemaligen Wehres an der Staatsstraße 148, gezeichnet 1920
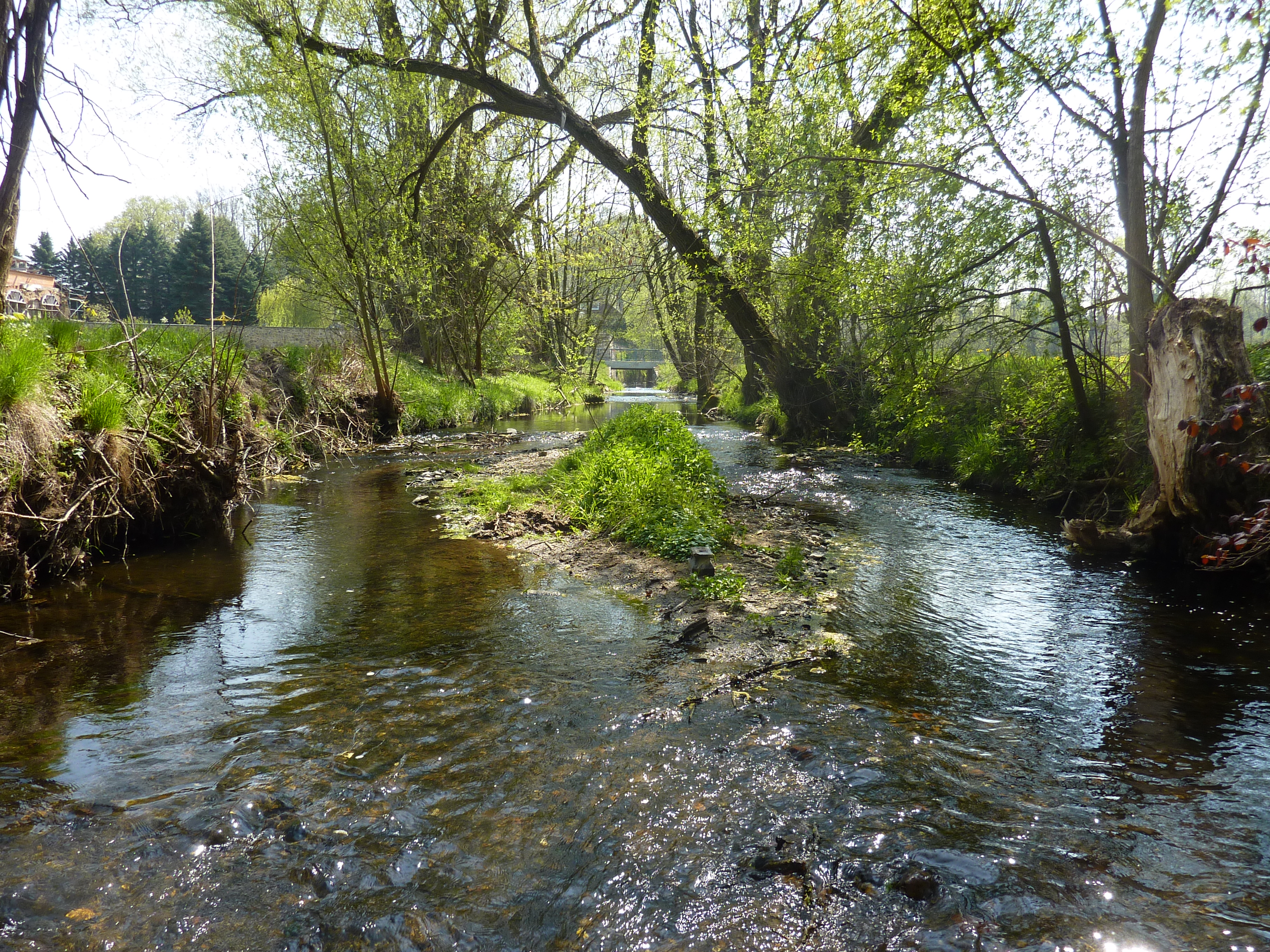
Im Ortsteil Kleinschweidnitz
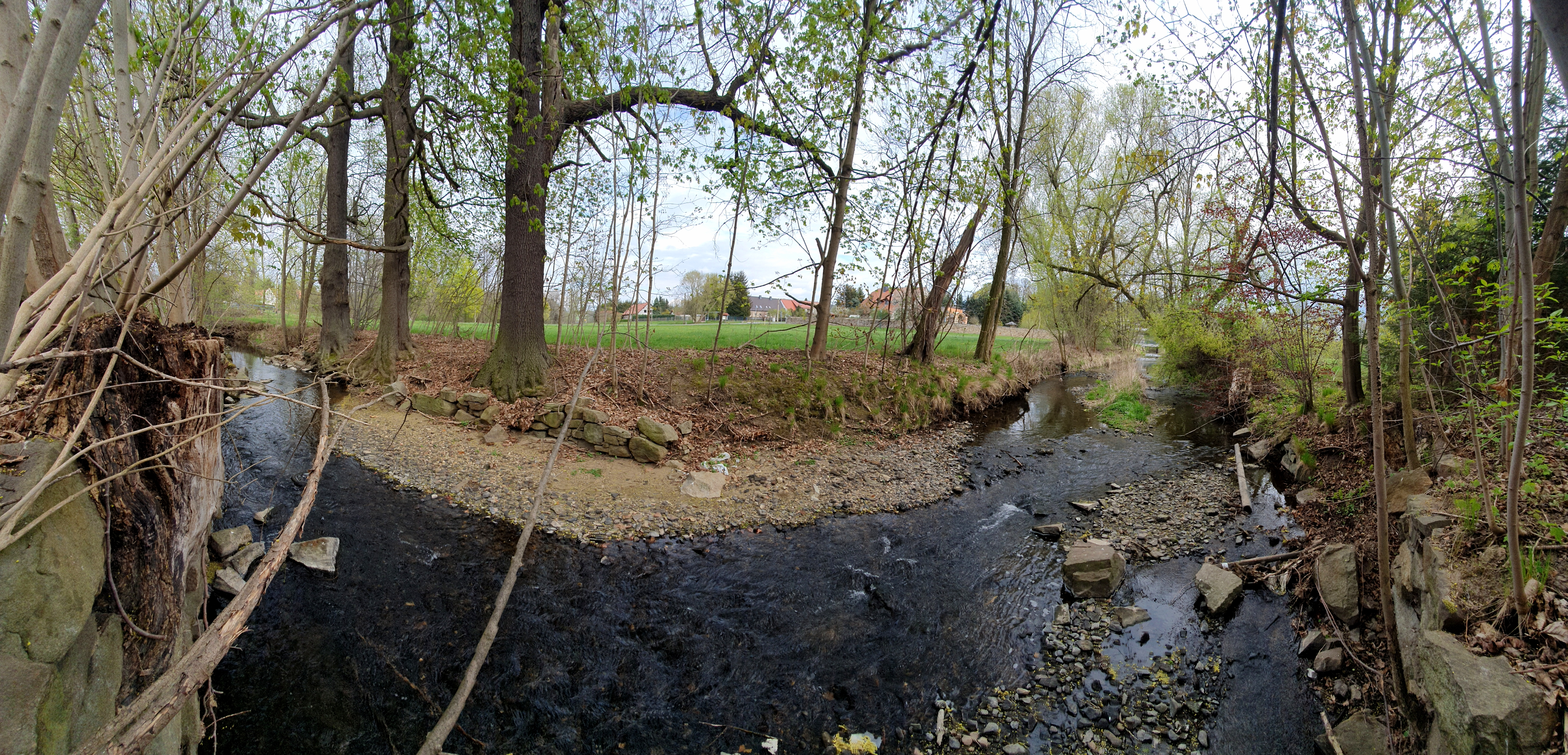
Panoramaaufnahme